# Petorca
Petorca este un târg și comună din provincia Petorca, regiunea Valparaíso, Chile, cu o populație de 9.881 locuitori (2012) și o suprafață de 1516,6 km2.